# دیرین‌گرازچهره
دیرین‌گرازچهره (نام علمی: Palaeosyops) نام یک سرده از تیره تندرددان است.